# ジオスメチン
ジオスメチン(Diosmetin)とは、フラボンを骨格に持つO-メチル化フラボノイドの１つ。
ルテオリンの4'位の水酸基をメトキシ基に置換した構造をもつ。

## 配糖体
- ジオスミン - ジオスメチンの 7-ルチノシド。

以下は、ヒトでのジオスミン、ジオスメチンの代謝物
- ジオスメチン-3'-グルクロニド
- ジオスメチン-7-グルクロニド
- ジオスメチン-3',7-グルクロニド